# Tempestt Bledsoe
Tempestt Bledsoe (1 augustus 1973) is een Amerikaanse actrice.
Bledsoe werd geboren in Chicago. Ze werd beroemd toen ze als 11-jarige in 1984 te zien was in de rol van Vanessa Huxtable in The Cosby Show. 
Sindsdien staat haar carrière op een laag pitje en ze is zo nu en dan te zien in televisiefilms en speelt gastrolletjes in series. Haar bekendste film is de high-schoolfilm Dance 'Til Dawn. Ze probeerde ook een eigen talkshow te maken in 1995, maar die werd al snel van de buis gehaald.

## Filmografie
- ParaNorman bioscoopfilm - Sheriff Hooper de politieagent (2012)
- South of Nowhere televisieserie - Cecily (3 afl., 2006)
- Strong Medicine televisieserie - Rol onbekend (Afl., Clinical Risk, 2005)
- Rock Me Baby televisieserie - Chloe (Afl., Pretty Baby, 2004)
- BachelorMan (2003) - Janey
- Fire & Ice (televisiefilm, 2001) - Pam Moore
- The Expendables (televisiefilm, 2000) - Tanika
- Santa and Pete (televisiefilm, 1999) - Maria Dangola
- The Parkers televisieserie - Neena Davis (Afl., And the Band Plays On, 1999)
- The Practice televisieserie - Roberta Baylor (3 afl., 1998)
- Jenny televisieserie - Kaylene (Afl., A Girl's Gotta Live in the Real World, 1997)
- The Cosby Show televisieserie - Vanessa Huxtable (107 afl., 1984-1992)
- Dream Date (televisiefilm, 1989) - Danni Fairview
- A Different World televisieserie - Vanessa Huxtable (Afl., Risky Business, 1989)
- Monsters televisieserie - Dottie (Afl., My Zombie Lover, 1988)
- Dance 'Til Dawn (televisiefilm, 1988) - Margaret
- The Gift of Amazing Grace (televisiefilm, 1986) - Grace

- International Standard Name Identifier: 0000 0000 4907 8328
- Library of Congress Control Number: no2005109516
- Nederlandse Thesaurus van Auteursnamen: 073262870
- Virtual International Authority File: 41582801
- WorldCat: E39PBJktqQ9xPBDD8mCxrD7JXd